# George Thomas (generał)
George Henry Thomas (ur. 31 lipca 1816, zm. 28 marca 1870) – generał United States Army w czasie wojny secesyjnej i jeden z głównych dowódców na zachodnim teatrze działań.
Thomas służył podczas wojny z Meksykiem, a w okresie wojny secesyjnej stanął po stronie Unii, mimo że z urodzenia był Wirgińczykiem. Odniósł jedno z pierwszych zwycięstw jankesów w tej wojnie pod Mill Springs w stanie Kentucky i odegrał ważną rolę w starciach pod Perryville i nad Stones River. Jego zawzięta obrona w bitwie pod Chickamauga w roku 1863 ocaliła armię Unii przed klęską, z której to przyczyny zyskał przydomek „Skały spod Chickamauga”. W kilka tygodni później odznaczył się w tzw. III bitwie pod Chattanooga. W roku 1864 odniósł jedno ze swych największych zwycięstw w tej wojnie, pokonując armię konfederatów w bitwie pod Nashville.
Miał na koncie sporo sukcesów, ale daleko było mu do odegrania historycznej roli na miarę takich dowódców jak Ulysses S. Grant czy William Tecumseh Sherman. Zyskał opinię generała wolnego i rozważnego w działaniu, człowieka unikającego samochwalstwa i sięgania po wyższe stanowiska w sytuacjach gdy – jego zdaniem – na nie nie zasługiwał. Nie spisał swych wojennych wspomnień, które mogłyby pomóc zbudować jego legendę. Co więcej, niezbyt dobrze układały się jego stosunki z Grantem, który szybko awansował, a na koniec został prezydentem.

## Młodość
Thomas urodził się w miejscowości Newsom’s Depot w hrabstwie Southampton, w pobliżu granicy z Karoliną Północną. W roku 1831 Thomas, jego siostry i owdowiała matka zostali zmuszeni do ucieczki z domu i ukrycia się w lasach wobec wybuchu powstania niewolników pod wodzą Nata Turnera. Zgodnie z obowiązującym w Wirginii prawem edukacja niewolników była nielegalna, ale Thomas nauczył swych piętnastu niewolników czytać. Po ukończeniu w roku 1840 Akademii Wojskowej Stanów Zjednoczonych służył jako młodszy oficer w wojnie z Seminolami na Florydzie (1841) i w wojnie amerykańsko-meksykańskiej, biorąc udział w bitwach o Fort Brown, pod Resaca de la Palma, Monterrey i Buena Vista i odbierając trzykrotnie pochwały za wyjątkową waleczność. W latach 1851–1854 był instruktorem w West Point. W roku 1855 otrzymał awans na majora i przydział do 2. pułku kawalerii (później przemianowanego na 5. pułk) z rąk Jeffersona Davisa, w tym czasie sekretarza wojny. 26 sierpnia 1860 roku, w czasie potyczki z Komanczami nad rzeką Brazos w Teksasie, Thomas został zraniony strzałą, która przeszła przez fałdę skórną koło podbródka i utkwiła w piersi. Thomas sam wyciągnął strzałę i gdy chirurg zaszył ranę, wrócił do boju.

## Wojna secesyjna
Wraz z wybuchem wojny secesyjnej trzej przełożeni Thomasa w pułku złożyli rezygnację; byli to Albert Sidney Johnston, Robert E. Lee i William J. Hardee. Wielu pochodzących z Południa oficerów stanęło przed trudnym wyborem: lojalność wobec własnego stanu czy też wobec państwa. Thomas również miał kłopot z dokonaniem właściwego wyboru, ale w końcu postanowił zostać z Unią. Jego pochodząca z Północy żona i osobisty sprzeciw wobec niewolnictwa z pewnością pomogły w podjęciu decyzji. Jego najbliżsi, dowiedziawszy się o tym, odwrócili jego portret twarzą do ściany, spalili jego listy i zerwali wszelkie kontakty (podczas kryzysu ekonomicznego na Południu po zakończeniu wojny, Thomas posłał siostrom nieco pieniędzy, ale te z gniewem odmówiły przyjęcia twierdząc, że nie mają brata). Thomas został więc w armii Unii, ale tu otaczała go lekka nieufność. 18 stycznia 1861 roku, na kilka miesięcy przed bombardowaniem Fortu Sumter, złożył podanie o mianowanie go komendantem kadetów Virginia Military Institute, ale nawet jeśli miał zamiar uczestniczyć w secesji, po odrzuceniu oferty gubernatora Wirginii, który proponował, by został szefem uzbrojenia tworzonej właśnie Armii Wirginii, nie mogło już o tym być mowy.
Thomas został szybko awansowany do stopnia podpułkownika (25 kwietnia 1861), pułkownika (3 maja) regularnej armii i generała brygadiera formacji ochotniczych (17 sierpnia). Dowodził brygadą w pierwszej bitwie pod Bull Run w Dolinie Shenandoah, ale wszystkie dalsze przydziały wiązały go z zachodnim teatrem działań. Stojąc na czele niezależnych sił we wschodnim Kentucky, 18 stycznia 1862 roku pod Mill Springs pobił konfederackich generałów Crittendena i Zollicoffera, odnosząc pierwsze znaczące zwycięstwo unionistów w tej wojnie, odbierając konfederatom przewagę w Kentucky i podnosząc morale żołnierzy Unii.

### Shiloh i Corinth
2 grudnia 1861 gen. bryg. Thomas został mianowany dowódcą 1. Dywizji w Armii Ohio gen. mjr. Dona Carlosa Buella. Pod Shiloh zjawił się 7 kwietnia pod wieczór, gdy walki już ustały. Zwycięski w tej bitwie gen. mjr Ulysses S. Grant znalazł się w ogniu głośnej krytyki za niepotrzebne narażanie życia żołnierzy (a co za tym idzie znaczne straty), w związku z czym jego przełożony, gen. mjr Henry W. Halleck przeprowadził reorganizację w Wydziale Wojskowym Missisipi, odsuwając Granta od bezpośredniego dowodzenia w polu. Trzy armie departamentu zostały podzielone i przeformowane w trzy „skrzydła”. Thomas, awansowany 25 kwietnia do stopnia generała majora, otrzymał dowodzenie prawego skrzydła składającego się z czterech dywizji byłej Armii Tennessee Granta i jednej z Armii Ohio. Thomas z powodzeniem dowodził swoim skrzydłem podczas oblężenia Corinthu. 10 czerwca Grant ponownie otrzymał dowództwo Armii Tennessee.

### Perryville, Stones River, Chickamauga i Chattanooga
Thomas wrócił do służby pod gen. Buellem. Podczas inwazji Kentucky dokonanej przez konfederackiego generała Bragga jesienią 1862 roku, naczelne dowództwo Unii, zdenerwowane ostrożnymi poczynaniami Buella, zaoferowało dowodzenie Armią Ohio Thomasowi, ale ten odmówił. Służył jako zastępca Buella w bitwie pod Perryville; aczkolwiek taktycznie nierozstrzygnięta, bitwa ta zatrzymała ofensywę Bragga w Kentucky, który w konsekwencji wycofał się do Tennessee. Ponownie zaniepokojona powolnością Buella w pościgu za Braggiem, Unia zastąpiła go gen. mjr. Rosecransem.
Walcząc pod rozkazami Rosecransa i dowodząc „środkowym skrzydłem” nowo stworzonej Armii Cumberland, Thomas dał prawdziwy popis dowodzenia w bitwie nad Stones River, utrzymując centrum cofającej się na całej linii armii unionistów i raz jeszcze odbierając zwycięstwo Braggowi. On też dowodził najważniejszymi manewrami podczas tzw. „Kampanii Tullahoma”, prowadząc wojska z Decherd do Chattanooga w okresie od 22 czerwca do 3 lipca 1863 roku i forsując rzekę Tennessee. W bitwie pod Chickamauga 19 września 1863 roku, dowodząc XIV Korpusem, ponownie utrzymał się na niemal straconej pozycji, broniąc się przed zaciekłymi atakami Bragga, mimo że całe skrzydło unionistów na prawo od niego załamało się. Thomas zgromadził rozproszone oddziały na wzniesieniu Horseshoe Ridge, zapobiegając poważnej klęsce Unii i przekształceniu porażki w pogrom. Przyszły prezydent James Garfield, w czasie wojny oficer Armii Cumberlandu, przybył do Thomasa w czasie bitwy z rozkazem Rosecransa, by się wycofał; gdy Thomas oznajmił, że chce zostać z tyłu, by zapewnić armii bezpieczny odwrót, Garfield powiedział Rosecransowi, że Thomas „stoi jak skała”. Po bitwie przylgnął doń przydomek „Skała spod Chickamauga”, oddający jego determinację utrzymania ważnej pozycji wbrew przeciwnościom.
Thomas zastąpił Rosecransa jako dowódca Armii Cumberlandu na krótko przed bitwą pod Chattanooga (23-25 listopada 1863), zwycięstwem Unii przypieczętowanym szturmem żołnierzy Thomasa na umocnienia konfederatów na Missionary Ridge.

### Atlanta i Franklin/Nashville
Podczas ofensywy gen. mjr. Shermana w Georgii wiosną roku 1864, Armia Cumberlandu liczyła ponad 60 tysięcy ludzi, a sztab Thomasa wykonywał zadania logistyczne i inżynieryjne dla całej grupy armii Shermana, w tym także wprowadzając do użycia nowe mosty pontonowe zwane pontonami Cumberland. Podczas bitwy nad Peachtree Creek (20 lipca 1864) obrona Thomasa zadała ciężkie straty siłom gen. por. Johna Hooda w czasie ich pierwszej próby przerwania oblężenia Atlanty.
Gdy Hoodowi ostatecznie udało się wydostać z Atlanty na jesieni roku 1864, co zagroziło przerwaniem wydłużonych nad miarę linii zaopatrzenia, Sherman sam zerwał te linie i ruszył w swój marsz ku morzu. Thomas został z tyłu, by walczyć z Hoodem podczas kampanii Franklin-Nashville. Thomas, dysponując mniejszymi siłami, dotarł przed Hoodem do Nashville, gdzie miał otrzymać posiłki.
W czasie bitwy pod Franklin 30 listopada 1864 roku, znaczna część sił Thomasa pod dowództwem gen. mjr. Johna Schofielda zadała Hoodowi ciężkie straty i powstrzymała go wystarczająco długo, by osłonić koncentrację pod Nashville. W Nashville Thomas zreorganizował swe siły ściągnięte ze wszystkich stron i uzupełnione nowym rekrutem, a nawet pracownikami kwatermistrzostwa. Wstrzymywał się z atakiem do chwili, gdy armia była gotowa, a pokryta lodem ziemia odtajała na tyle, że wojsko mogło iść naprzód. Północ, w tym także generał Grant (obecnie wódz naczelny wszystkich armii Unii), niecierpliwiła się tym ociąganiem się Thomasa. Gen. mjr John A. Logan został wysłany z rozkazem zastąpienia Thomasa, a wkrótce również Grant wyruszył z City Point w Wirginii, by osobiście objąć dowodzenie.
Thomas uderzył 15 grudnia, kompletnie niszcząc – w dwudniowej bitwie pod Nashville – siły Hooda. Thomas posłał do swej żony, Frances Lukrecji Kellogg Thomas, telegram, jedyny zachowany fragment jego korespondencji: „Zmietliśmy nieprzyjaciela, wzięliśmy wielu jeńców i sporo artylerii”.
Tego samego dnia Thomas został mianowany generałem majorem regularnej armii i otrzymał list dziękczynny z Kongresu:
„...generałowi-majorowi George’owi H. Thomasowi oraz oficerom i żołnierzom pod jego dowództwem za ich umiejętności i nieposkromioną odwagę, dzięki której rebeliancka armia generała Hooda została w sposób znakomity pobita i zmuszona do ucieczki ze stanu Tennessee”.

## Ostatnie lata życia
Po zakończeniu wojny Thomas stał na czele departamentów wojskowych Kentucky i Tennessee do roku 1869. Prezydent Andrew Johnson zaoferował Thomasowi stopień generała porucznika z zamiarem ewentualnego zastąpienia Granta, republikanina i przyszłego prezydenta, na stanowisku wodza naczelnego, ale zawsze lojalny Thomas poprosił Senat o skreślenie jego nazwiska z listy kandydatów do tej nominacji, argumentując to tym, że nie zamierza mieszać się do polityki. W roku 1869 poprosił o skierowanie go do dowództwa Dywizji Pacyfiku z siedzibą w Presidio w San Francisco. Zmarł tamże na zawał serca w chwili, gdy pisał odpowiedź na artykuł poddający krytyce jego wojskową karierę. Żaden z najbliższych krewnych z Wirginii nie przybył na jego pogrzeb. Został pochowany na Cmentarzu Oakwood w Troy w stanie Nowy Jork.